# Marchantia pappeana
Marchantia pappeana là một loài Rêu trong họ Marchantiaceae. Loài này được Lehm. mô tả khoa học đầu tiên năm 1857.